# Idiostatus inyo
Idiostatus inyo är en insektsart som beskrevs av Rehn, J.A.G. och Morgan Hebard 1920. Idiostatus inyo ingår i släktet Idiostatus och familjen vårtbitare. Inga underarter finns listade i Catalogue of Life.